# Brania californiensis
Brania californiensis är en ringmaskart som beskrevs av Kudenov, Harris in Blake, Hilbig och Scott 1995. Brania californiensis ingår i släktet Brania och familjen Syllidae. Inga underarter finns listade i Catalogue of Life.